# 李铁林
李铁林（1943年5月—），男，湖南長沙人，生于陕西，中华人民共和国政府政治人物，中央机构编制委员会办公室原主任，正部级。

## 生平
李铁林的父亲李维汉是中国共产党的早期高级官员，哥哥李铁映。李在北京上学，后考入清华大学读自动控制，毕业后被分配到山东工作，1972年回到北京，1980年12月加入中国共产党，从此在北京纺织和经济部门不断上升。
李于1989年出任中共中央组织部副秘书长，1992年升任副部长，1994年任党组书记。1995年，李铁林升任中组部常务副部长。